# هريتسيف (كميلنيتسكا)
هريتسيف (Гриців) هي مدينة في مقاطعة كميلنيتسكا في أوكرانيا.
يبلغ عدد سكانها حوالي 3721 نسمة.